# High Hopes (Album)
High Hopes (englisch für „große Hoffnungen“) ist das achtzehnte Studioalbum des US-amerikanischen Musikers Bruce Springsteen, das im Januar 2014 erschien.

## Entstehung und Veröffentlichung
Die Erstveröffentlichung von High Hopes erfolgte am 10. Januar 2014 bei Columbia Records. Das Album erschien in seiner Originalausführung als CD (Katalognummer: 88843028062), Download (Katalognummer: 88644432949) und LP (Katalognummer: 88843015461) mit zwölf Titeln. Drei Tage später erschien eine Deluxeausführung mit der Bonus-DVD Born in the U.S.A. Live – London 2013 (Katalognummer: 88843032122).
Geschrieben und produziert wurden die meisten Titel vom Interpreten selbst. Er war lediglich nicht am Schreibprozess von High Hopes und dem Saints-Cover Just Like Fire Would sowie den Produktionen zu Harry’s Place, Just Like Fire Would, Down in the Hole, Heaven’s Wall und Hunter of Invisible Game beteiligt. Während er für den Schreibprozess weitgehend alleine verantwortlich war, nur bei The Wall von Joe Grushecky unterstützt wurde, erhielt er bei der Produktion stets von Ron Aniello Unterstützung. High Hopes enthält keine neuen Titel, alle Lieder sind bereits älter und bei den Produktionen der Vorgängeralben übriggeblieben oder gehören seit Jahren zu Springsteens Live-Programm.

## Inhalt
Die Themen, die Springsteen besingt, sind nicht neu, die Lieder drehen sich wie auch bei den älteren Produktionen um den „vielgestaltigen Niedergang der amerikanischen Arbeiterklasse“. So singt Springsteen singt in American Skin (41 Shots) von dem umstrittenen Fall Amadou Diallo und in Harry’s Place über einen kleinen Gangster aus New York City. Das Lied The Wall entstand nach einem Besuch des Vietnam Veterans Memorial in Washington, D.C. und ist Walter Cichon gewidmet, einem der musikalischen Vorbilder Springsteens, der im Vietnamkrieg fiel.

## Titelliste
1. High Hopes – 4:58
2. Harry’s Place – 4:04 (feat. Tom Morello)
3. American Skin (41 Shots) – 7:23 (feat. Tom Morello)
4. Just Like Fire Would – 3:56 (feat. Tom Morello)
5. Down in the Hole – 4:59
6. Heaven’s Wall – 3:50 (feat. Tom Morello)
7. Frankie Fell in Love – 2:48
8. This Is Your Sword – 2:52
9. Hunter of Invisible Game – 4:42 (feat. Tom Morello)
10. The Ghost of Tom Joad – 7:33 (feat. Tom Morello)
11. The Wall – 4:20
12. Dream Baby Dream (Version 2014) – 5:02

## Rezension
Tobias Rapp hörte das Album für das Magazin Der Spiegel und empfand es als „anders“ als die neueren Springsteen-Alben, es sei „freier, luftiger, freudiger“. High Hopes sei eine „gute Platte“, urteilt Rapp abschließend.
Jan Kühnemund von der ZEIT fand die Platte hingegen „unerträglich“ und bescheinigt Springsteen „käsiges Genörgel“, diesmal unterlegt von Tom Morellos' „Brett aus wurstigen Mackersoli“. Die Platte sei „überraschend wie ein Langlaufurlaub“ und beinhalte „öliges Gestöhne“.
Deutlich beeindruckter zeigte sich Jens Bauszus vom Focus, der Springsteen eine „beachtliche Form“ bescheinigt und High Hopes als Fortsetzung der Reihe „beeindruckender Spätwerke“ sieht. Besonders angetan ist Bauszus dabei von American Skin (41 Shots). Das Lied sei ein „betörendes“ und „anmutiges“ Manifest, das zum Besten zähle, was Springsteen in den vergangenen Jahren aufgenommen habe.

## Kommerzieller Erfolg

### Chartplatzierungen
| ChartsChartplatzierungen       | Höchstplatzierung | Wochen |
| ------------------------------ | ----------------- | ------ |
| Deutschland (GfK)              | 1 (12 Wo.)        | 12     |
| Österreich (Ö3)                | 2 (11 Wo.)        | 11     |
| Schweiz (IFPI)                 | 1 (14 Wo.)        | 14     |
| Vereinigte Staaten (Billboard) | 1 (14 Wo.)        | 14     |
| Vereinigtes Königreich (OCC)   | 1 (9 Wo.)         | 9      |

| ChartsJahrescharts (2014)      | Platzierung |
| ------------------------------ | ----------- |
| Deutschland (GfK)              | 40          |
| Österreich (Ö3)                | 33          |
| Schweiz (IFPI)                 | 21          |
| Vereinigte Staaten (Billboard) | 101         |
| Vereinigtes Königreich (OCC)   | 67          |

### Auszeichnungen für Musikverkäufe
| Land/Region                  | Auszeichnungen für Musikverkäufe (Land/Region, Auszeichnung, Verkäufe) | Verkäufe |
| ---------------------------- | ---------------------------------------------------------------------- | -------- |
| Australien (ARIA)            | Gold                                                                   | 35.000   |
| Deutschland (BVMI)           | Gold                                                                   | 100.000  |
| Frankreich (SNEP)            | Gold                                                                   | 50.000   |
| Italien (FIMI)               | Platin                                                                 | 50.000   |
| Neuseeland (RMNZ)            | Gold                                                                   | 7.500    |
| Österreich (IFPI)            | Gold                                                                   | 10.000   |
| Schweden (IFPI)              | Gold                                                                   | 20.000   |
| Schweiz (IFPI)               | Gold                                                                   | 10.000   |
| Spanien (Promusicae)         | Gold                                                                   | 20.000   |
| Vereinigtes Königreich (BPI) | Gold                                                                   | 100.000  |
| Insgesamt                    | 9× Gold · 1× Platin ·                                                  | 402.500  |

Hauptartikel: Bruce Springsteen/Auszeichnungen für Musikverkäufe